# Ella Wilson
Ella Wilson (* 4. März 2008) ist eine US-amerikanische Nordische Kombiniererin.

## Werdegang
Wilson startet für den Wintersportklub in Steamboat Springs. Bei den Olympischen Jugend-Winterspielen 2024 in Gangwon trat sie erstmals international in Erscheinung. Im Einzel erreichte sie den elften Platz, im Mixed-Team wurde sie Neunte. Im Februar 2024 trat Wilson an den Nordischen Junioren-Skiweltmeisterschaften in Planica an. Dort belegte sie im Einzelrennen nach der Gundersen-Methode den 27. Platz. Am 17. Januar 2025 debütierte Wilson in Eisenerz im Continental Cup, dem Unterbau zum Weltcup. Ihr erstes Rennen beendete sie auf dem 18. Platz. Bei den Nordischen Junioren-Skiweltmeisterschaften 2025 in Lake Placid belegte sie den 26. Rang im Einzel. Im Mixed-Team lief sie gemeinsam mit Ronen Woods, Kai McKinnon und Anders Giese auf den achten Platz. Mitte Februar wurde Wilson für die Nordischen Skiweltmeisterschaften 2025 in Trondheim nominiert. Den Massenstart beendete sie als Letzte auf dem 36. Platz.

## Privates
Wilson ist die Tochter des ehemaligen Nordischen Kombinierers Todd Wilson.

## Statistik

### Continental-Cup-Platzierungen
| Saison  | Platz | Punkte |
| ------- | ----- | ------ |
| 2024/25 | 36.   | 26     |